# Athena: Goddess of War
Athena: Goddess of War (아테나: 전쟁의 여신) é uma telenovela de espionagem sul-coreana transmitida pela SBS em 2010, derivada da série de 2009 Iris. Depois de ter sido orçada em 20 bilhões de wones ($17 milhões USD) como a sua antecessora, as duas séries se tornaram os dramas coreanos mais caros já produzidos.

## Elenco
- Jung Woo-sung como Lee Jung-woo
- Cha Seung-won como Son Hyeok
- Soo Ae como Yoon Hye-in
- Lee Ji-ah como Han Jae-hui
- Kim Min-jong como Kim Gi-soo
- Choi Siwon como Kim Jun-ho
- Kim Seung-woo como Park Cheol-young
- Kim So-yeon como Kim Seon-hwa